# Висарион Димотишки
Висарион (на гръцки: Βησσαρίων) е гръцки духовник, митрополит на Вселенската патриаршия.

## Биография
Роден е в никомидийското село Арванитохори (Арнауткьой), тогава в Османската империя, днес Турция. В август 1827 година е избран за митрполит на Корчанската епархия. При управлението му от март 1828 до май 1834 година към Корчанската митрополия е присъединена Погонианската архиепископия. Митрополията получава втори център в манастира „Света Богородица Моливдоскепастис“, а Висарион приема титлата Корчански и Погониански (Κορυτσάς και Πωγωνιανής). През май Погонианският диоцез е отделен от Корча и е слят с Веленската епископия, която става митрополия.
През януари 1835 година е прехвърлен като мраморноостровен митрополит. През август 1841 година е прехвърлен като димотишки митрополит.
Умира в Цариград на 8 януари 1847 година. Погребан е манастира „Преображение Господне“ на Принцовия остров.